# Aprikano
Aprikano en basque ou Apricano en espagnol, est une commune ou contrée de la municipalité de Kuartango dans la province d'Alava dans la Communauté autonome basque.